# Шандор Бонкало
Ша́ндор (Олекса́ндр Олекса́ндрович) Бо́нкало (псевдонім — Рахівський, Bon; 22 січня 1880, с. Рахів, Комітат Мармарош — 3 листопада 1959, Будапешт, Угорська Народна Республіка) — угорський і український філолог-славіст, літературознавець, перекладач, етнограф та історик Закарпаття, педагог. Дійсний член НТШ у Львові з 1918.

## Навчання
Ш.Бонкало народився. в м. Рахів у сім'ї вчителя.
Закінчив Рахівську початкову школу. Потім навчався у гімназії і духовній семінарії — в Ужгороді. Також вивчав слов'янську філологію в Будапештському, Лейпцизькому та Санкт-Петербурзькому університетах у видатних учених О.Аштота, О.Шахматова та Я.Бодуена-де-Куртене.

## Нагороди
- Премію Петербузької Академії наук за дослідження російсько-угорськтих зв'язків (1914).

## Діяльність
У 1905—1916 роках Ш.Бонкало викладав у мадярських гімназіях міст Сегеда, Дьйондьйоша і Залаегерсега в Угорщині.
З 1917 — професор кафедри російської мови і літератури Будапештського університету. У 1919 році він був призначений професором новоствореної (єдиної в Угорщині) кафедри української та російської мов і літератур того ж університету. В 1924 р. пішов у відставку через закриття кафедри урядом М.Горті. Після відновлення очолював кафедру з 1945 до 1948 рр.

## Наукові публікації
Ш.Бонкало підготував діалектну читанку для українських шкіл.
Досліджував діалектологію, етнографію, культурологію Закарпатської України, історію російської, української та закарпатської літератур.
Переклав угорською мовою ряд творів російських письменників, зокрема, «Анну Кареніну» Льва Толстого (1928), твори Федора Достоєвського; окремі вірші О.Духновича та Ю.Боршош-Кум'ятського (1934). Також написав статті про угорський переклад поезій Тараса Шевченка та про ювілей Івана Котляревського (1939).
Писав переважно угорською мовою, а також « язичієм» («Из околицы Вышной Тисы», 1906), українською («Виїмки із угорсько-руського письменства XVII—XVIII вв.», 1919) та німецькою («Die ungarn ndischen Ruthenen», «Beitrage zur ukrainischen Ruthenen», 1921) мовами:
- A kárpátaljai rutén irodalomés muvelodése. Pécs, 1934
- Шевченко в угорській мові. В кн.: Шевченко Т. Г. Повне видання творів, т. 15. Варшава–Львів, 1938 (Передр.: Sevcsenko magyarul. В кн.: Kárpáte Jgaz Szó. Uzshorod, 1998. Marc. 17. 6 old.

Автор праць про українські закарпатські говірки та літературу:
- «Описова фонетика рахівського рубенського діалекту» (1910),
- «Заперечні речення в українській (рутенській) мові в Угорщині» (1913),
- A szlávok. A szláv népek és a szláv kérdés ismertetése. 1915 («Слов'яни», 1915),
- «Виїмки з угорсько-руського письменства» (1919),
- A Rutének (Ruszinok)). («Русини», б. м. і р. вид., угорською мовою),
- «Угорські русини» (1920),
- «Історія українського руху» (1917–1922),
- «Карпатська руська література і культура» (1935, угорською мовою) тощо.

## Смерть
Ш.Бонкало помер на 80-му році життя у м. Будапешт (Угорщина).